# Casa de Elena y Fausto Burgos

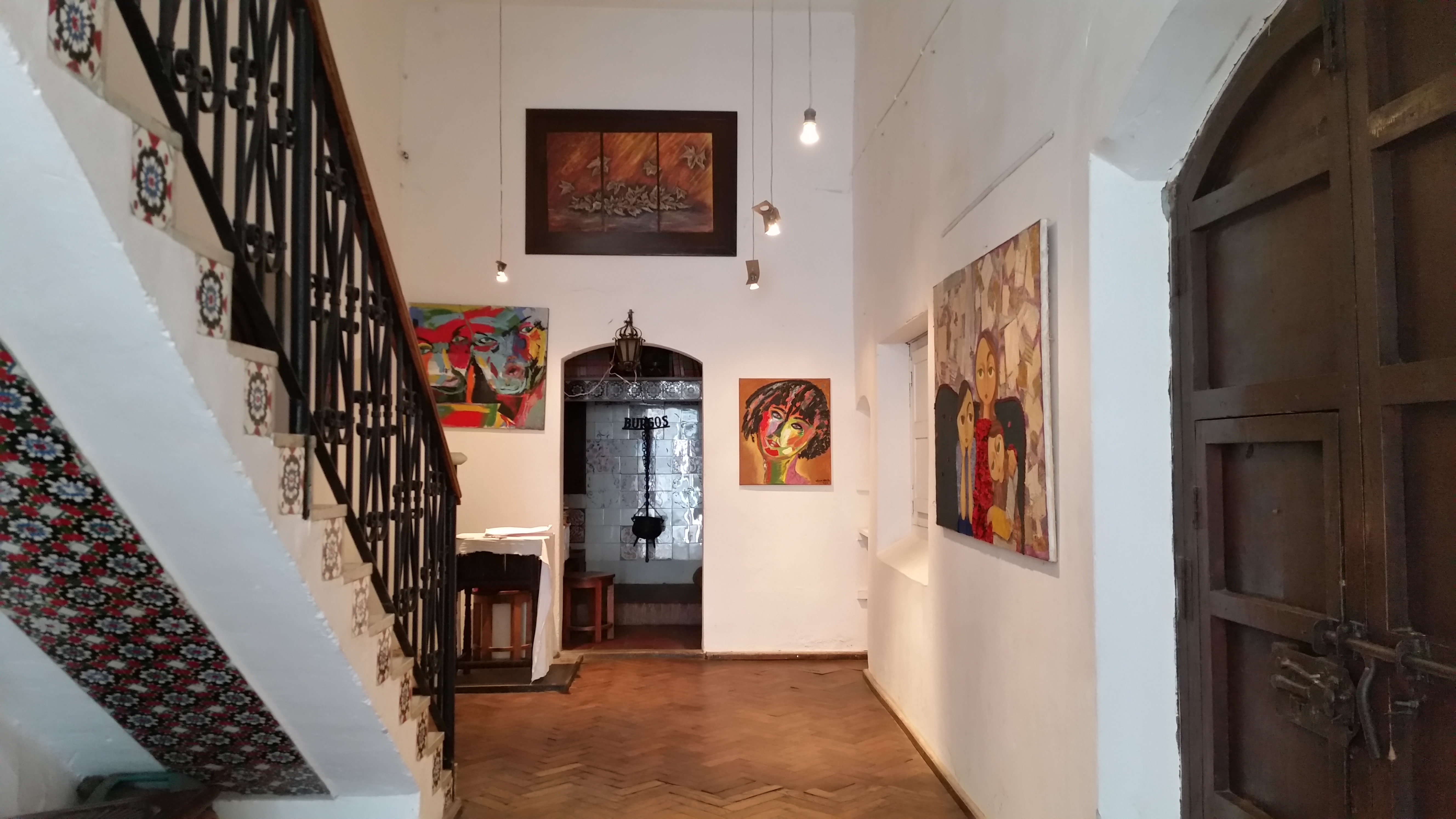
Donde María Elena Catullo de Burgos, su nuera e hijo realizaban exposiciones abiertas a la comunidad a fin de compartir el legado del escritor.

La casa de Elena y Fausto Burgos fue construida en el año 1916 cuando el escritor Fausto Burgos y su esposa, María Elena Catullo de Burgos, llegan a San Rafael procedentes de la Plata.
En ese entonces, el artista adquiere por unos pocos pesos el terreno que actualmente ocupa la casona. Al principio la casa era de un solo piso, con un estilo muy propio de la época; techos altos y la fachada con detalles ondulantes. En ambos frentes se conservan el trabajo de herrería forjada hecho por artesanos italianos con detalles del norte, mientras que en los trabajos de albañilería, los artífices fueron los inmigrantes españoles originarios de Pontevedra, Soria, Castilla, Burgos, entre otros.

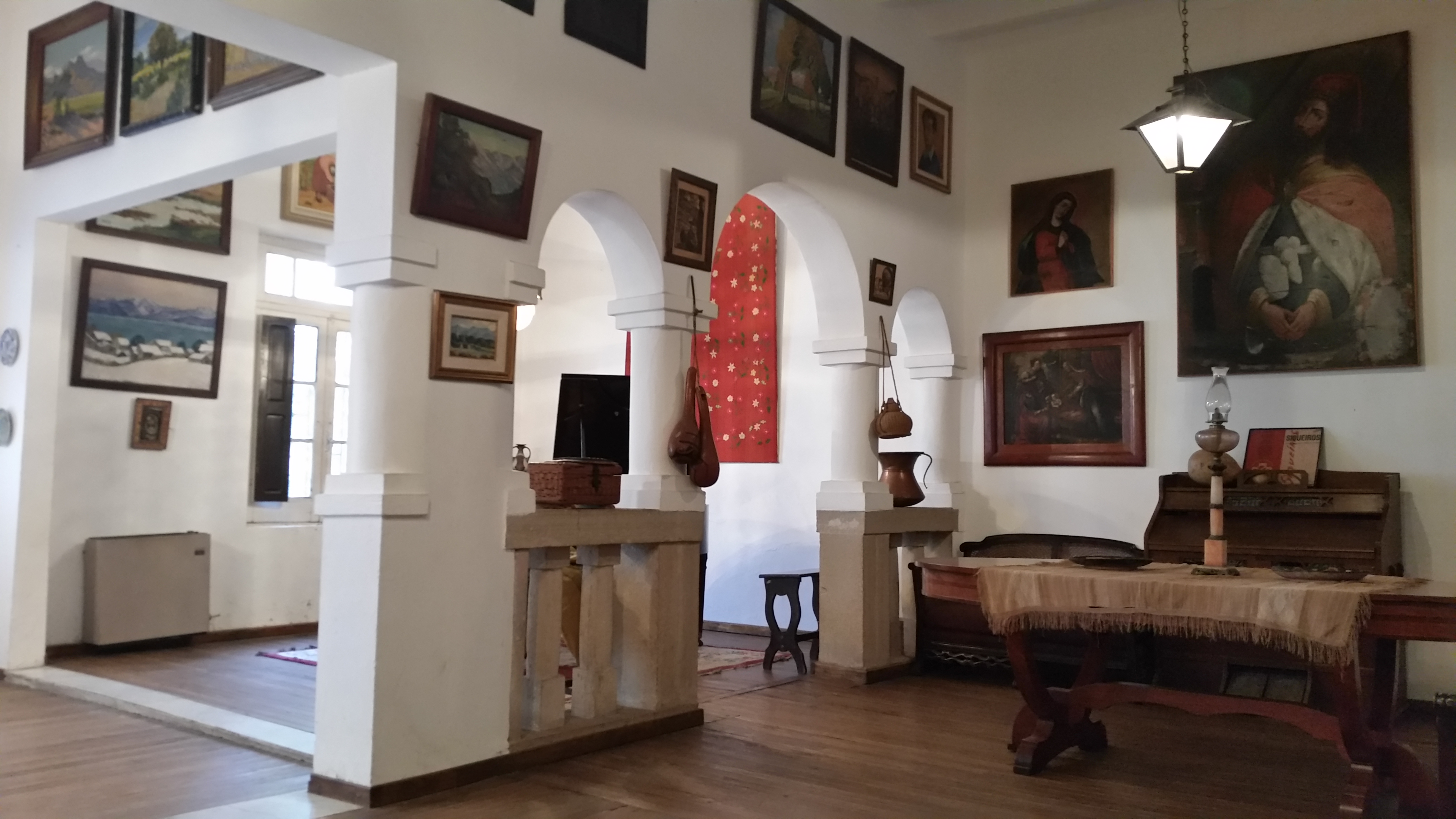
Ostenta la única colección de arte cuzqueño y grandes artistas argentinos.

Se usaron en la construcción adobones, hechos de una forma similar a los ladrillos actuales pero de una medida más grande y constituidos de barro cocido con paja.
La propiedad aún conserva los dos jardines, el de calle Chile con algunos árboles de la época como un níspero traído de España, la vid que actualmente llega hasta la parte superior, un árbol de roble y jazmines plantados por María Elena. El matrimonio, conocedores de botánica y amantes de las creaciones de la naturaleza, traían de sus numerosos viajes aves y plantas.

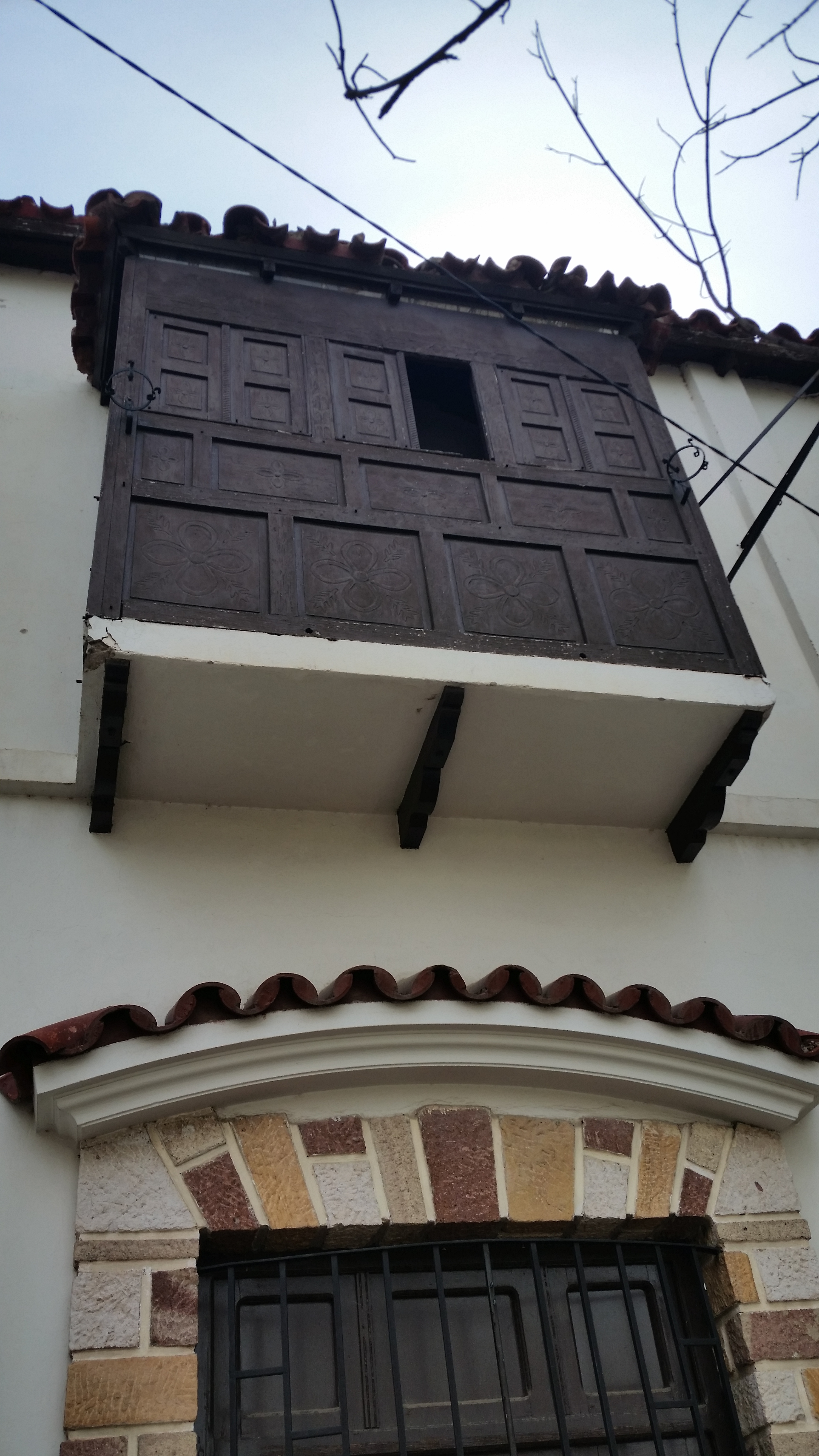
Se encuentran sólo en tres propiedades de la Argentina

Los que en esa época pasaban por la vereda o tenían la suerte de ser invitados a ingresar se sorprendían del pequeño vergel decorado con caminos de piedrillas y aves exóticas.
En el año 1940 se decide agrandar la propiedad pero hacia arriba. Es entonces cuando, poco a poco se iba definiendo no sólo una sólida construcción, sino su estilo, ya que en ese mismo año los balcones llegaban procedentes del Perú desarmados y tallados, vía marítima y por tren.
Los pisos interiores, tanto de planta alta como baja, se conservan originales siendo de pinoteca. En la parte inferior de la casa también hay parte del piso de roble de Eslovenia.

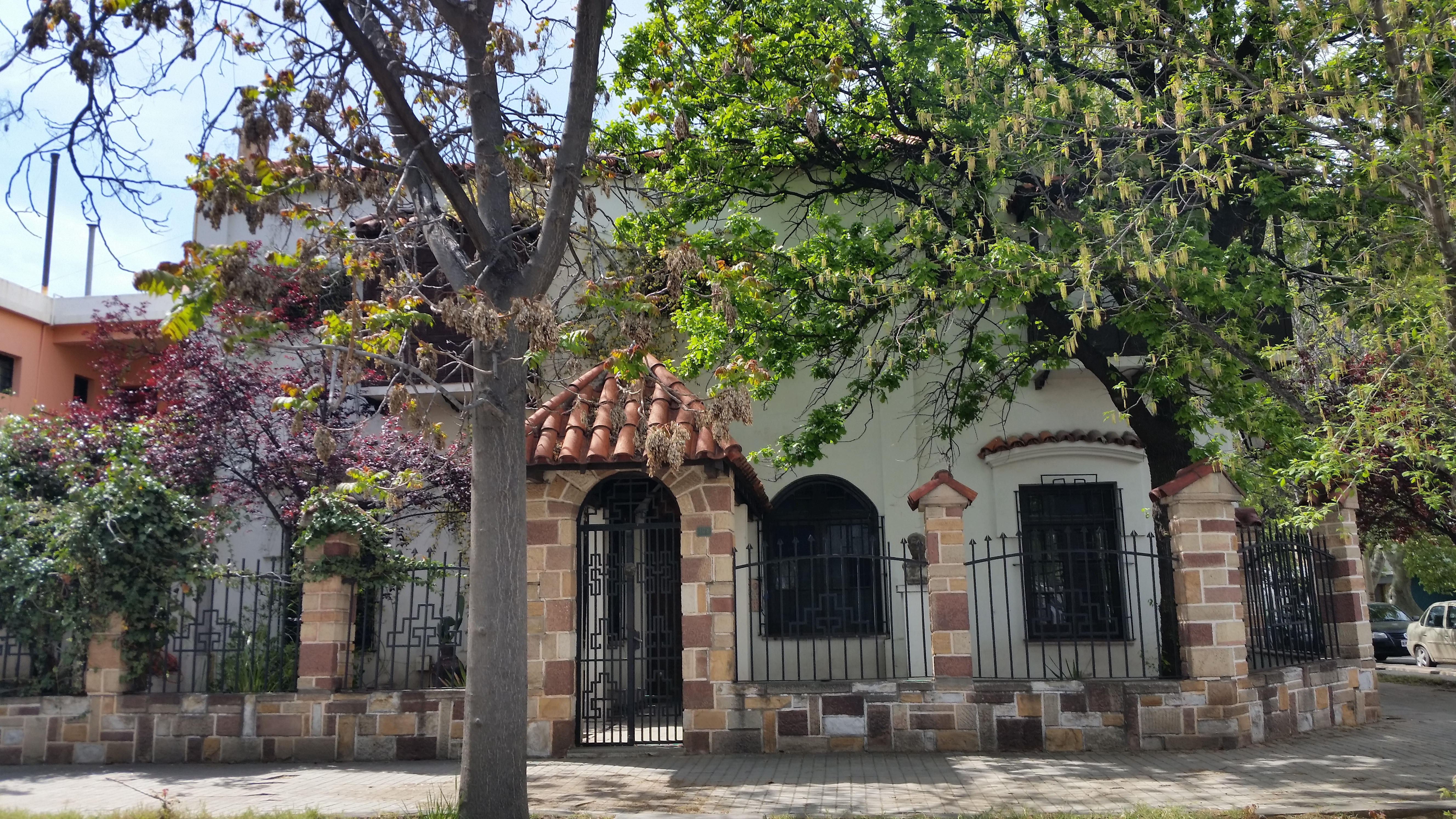
Vista desde la calle Saavedra.

Casi a principios de 1942 la obra estaba terminada, luciendo imponente y blanca en un San Rafael en donde la mayoría de las casas eran de baja construcción. También la propiedad ostenta una de las primeras veredas públicas de nuestra ciudad. Al principio de los cincuenta, se coloca en todo el frente de la casa la llamada Piedra Mar del Plata y se construye una habitación sobre el frente de la calle Chile. En esa década se decide trasladar el garaje a otro sector de la propiedad y el lugar que ocupaba se destina para convertirlo en un recibidor.

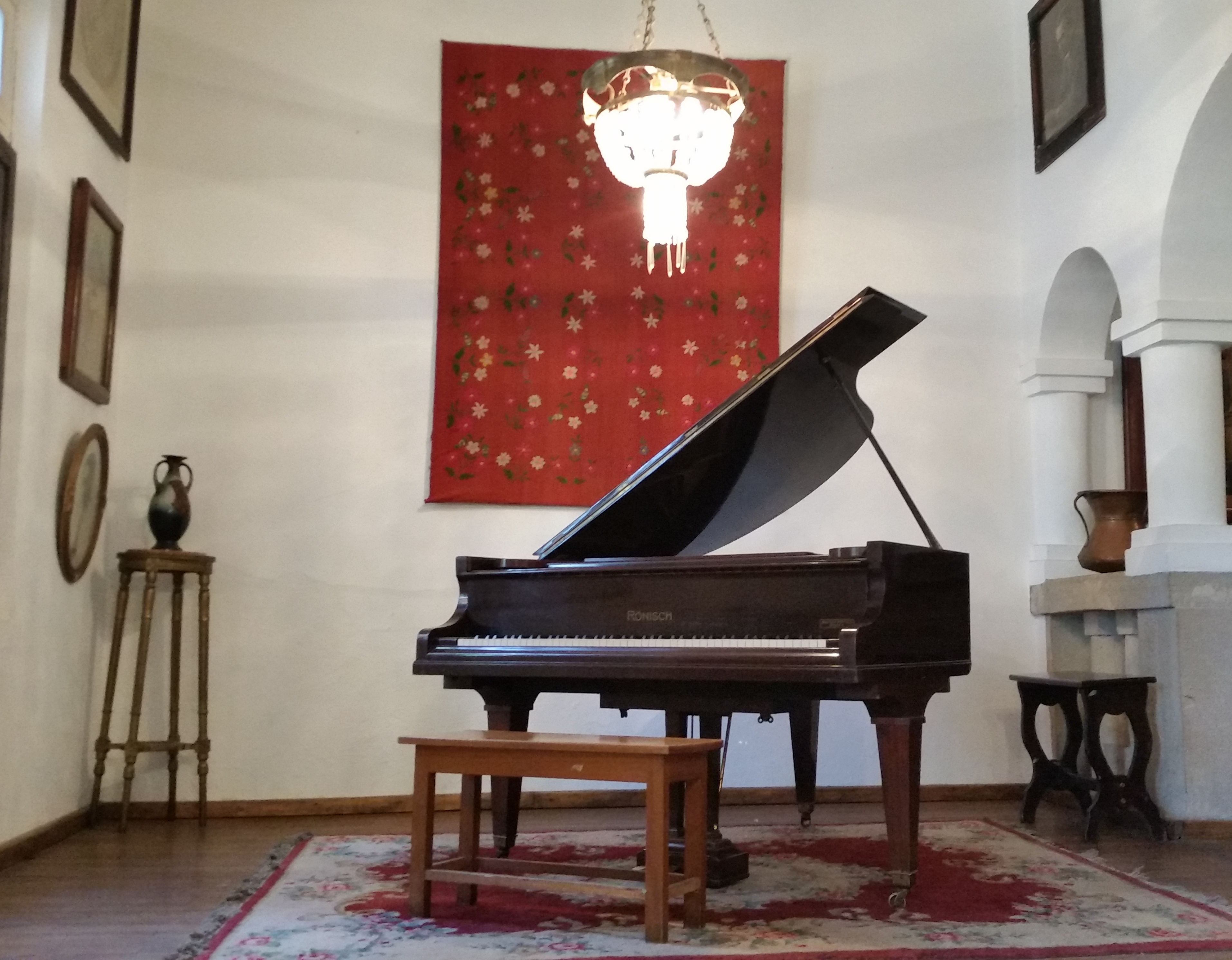
Con 74 años de antigüedad es uno de los mejores pianos de la provincia. Grandes pianistas son parte de su historia en la Casa Burgos.

Aún se conservan las mayólicas traídas de Sevilla y las que pintó Elena, en el interior de la casa, destacándose en la parte inferior de la escalera de mármol de Carrara que conduce a la parte superior y en la vieja cocina, réplica de la cocina del Greco, de Toledo (España). Su obra está firmada en una de las paredes de la pequeña cocina, mostrando su buen gusto decorativo al que le dio tanta importancia como sus descubrimientos en sus viajes europeos o en la Puna.
Una vez finalizado el proyecto, la familia decide trasladarse a la parte superior, exhibiendo una maravillosa construcción colonial y convirtiéndola no sólo en la casa más destacada de la ciudad por su inconfundible estilo neocolonial, sino en un valioso patrimonio cultural de los sanrafaelinos.
En la década de los 90 se realizaron numerosas gestiones para declararla como Patrimonio de San Rafael y de los mendocinos, obteniendo apoyo de la Fundación Antorchas para una restauración parcial de su colección de cuadros de la escuela Cuzqueña.